# أكتيا
أكتيا (الاسم العلمي Actia)، جنس حشرات من الذباب الكبير وينتمي إلى فصيلة تاشينيات (الذباب الرهيف أو الرقيق).